# Sárosoroszi
Sárosoroszi (ukránul Оросієве (Oroszijeve / Orosiyeve), oroszul Оросиево (Oroszijevo / Orosievo)): falu Ukrajnában Kárpátalján a Beregszászi járásban.

## Fekvése
Beregszásztól 17 km-re délkeletre a Borzsa folyó bal partján fekszik.

## Nevének eredete
Nevét az egykor a vár közelébe telepített orosz katonáskodó jobbágyokról kapta.

## Története
Sárosoroszi Árpád-kori település.  Nevét 1260-ban Vruzy néven említik először. Mint neve is mutatja, ekkor betelepült orosz jobbágyok lakták.
1319-ben Oroszi Dezső volt a település birtokosa, aki a fennmaradt oklevelek szerint ez évben tiltakozott az ellen, hogy a Tisza-Borsovaközt egyházi közigazgatás szempontjából az ugocsai esperességhez csatolják. 1323-ban Oroszi Dezsőt és testvérét a beregi ispán serviensének írták. 1910-ben 751, túlnyomórészt magyar lakosa volt, ma 1002 lakosából 988 (95%) a magyar. A trianoni békeszerződésig Bereg vármegye Tiszaháti járásához tartozott.

## Népessége
A 2001-es ukrajnai népszámlálás szerint a lakosság elérte a 895 főt. Melyből 851 fő (95,1%) magyar, 40 (4,5%) ukrán, 3 (0,3%) orosz, 1 (0,1%) fehérorosz anyanyelvűnek vallotta magát.

## Nevezetességek

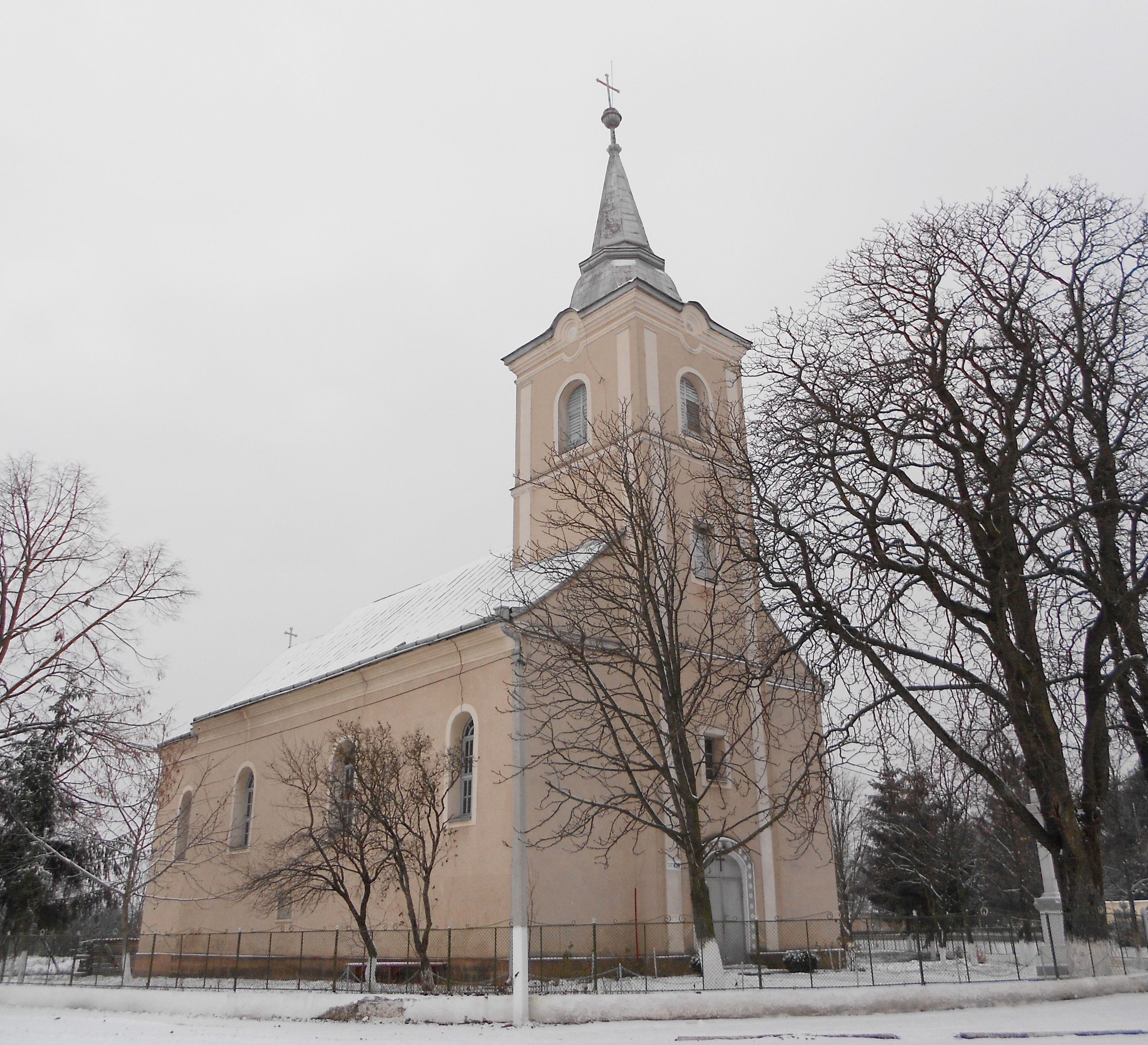
A római katólikus templom

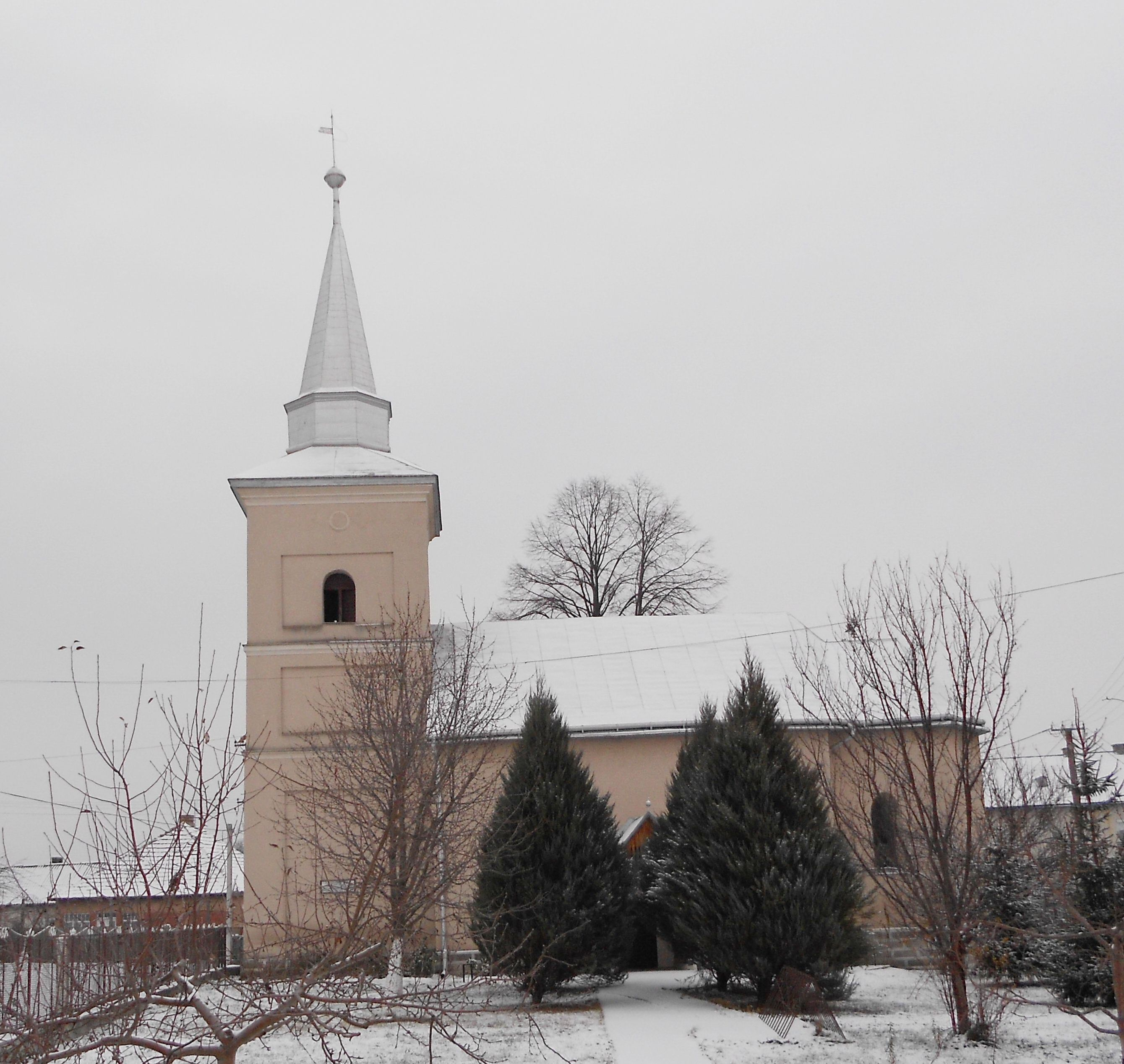
A református templom

- Református temploma 15. századi eredetű 1777-ben felújították és átalakították, tornya 1845-ben épült hozzá.
- Római katolikus temploma 1810-ben épült klasszicista stílusban, mely Szent Anna tiszteletére szenteltek fel.

## Híres emberek
- Itt született 1881-ben Halász Gyula földrajzi író.
- Itt született Pógyor István (1902–1953), a Keresztyén Ifjúsági Egyesület egykori nemzeti titkára.
- Itt született 1972. április 13-án Trill Zsolt Kossuth-díjas színművész.

## Testvérvárosai
Sárosoroszi testvérvárosai a következők:
- Nyírkércs, Magyarország